# Gaspare Benso
Gaspare Benso (Carmagnola, 31 dicembre 1793 – 13 luglio 1855) è stato un magistrato, avvocato e politico italiano.